# 24 octobre 1995
Le 24 octobre 1995 est le 297e jour de l'année 1995 du calendrier grégorien. Il s'agit d'un mardi.

## Événements
- Une éclipse solaire a lieu. Elle est totale en Asie[1].
- Le Parlement européen publie une directive relative à la protection des personnes physiques à l'égard du traitement des données à caractère personnel et à la libre circulation de ces données[2].

## Astronomie
- L'astronome tchèque Miloš Tichý découvre l'astéroïde (6802) Černovice[3].
- L'astronome amateur américain Dennis di Cicco découvre l'astéroïde (8900) AAVSO[4].
- Les astéroïdes (7672) Hawking[5], (7493) Hirzo[6] et (11105) Puchnarová[7], (12790) Cernan[8], (17611) Jožkakubík[9] et 32939[10] sont découverts depuis l'observatoire Kleť, en République tchèque.
- L'astronome Dennis di Cicco découvre l'astéroïde 30994 depuis Sudbury (Massachusetts), aux États-Unis[11].
- Les astronomes Augusto Testa et Graziano Ventre découvrent l'astéroïde 32941 depuis Sormano, en Italie[12].

## Cours de la Bourse
| Indice              | Clôture      |
| ------------------- | ------------ |
| NYSE Composite (en) | 312,9 points |

## Jeux vidéo
- Le jeu de plates-formes Vectorman sort sur Mega Drive aux États-Unis[14].

## Météorologie
- La température moyenne est de 18 degrés Celsius à New York, aux États-Unis[15].
- Il fait 22,2 degrés Celsius à Paris, en France. C'est le 24 octobre le plus chaud de l'histoire dans cette ville[16].

## Musique
- Sortie de l'album Erasure, du groupe britannique Erasure[17]
- Sortie de l'album Ozzmosis, du chanteur britannique Ozzy Osbourne[18]
- Sortie de l'album Live Light, du groupe britannique Ride[19]
- Sortie de l'album Mellon Collie and the Infinite Sadness, du groupe américain The Smashing Pumpkins[20]
- Sortie de Smells Like Children, du groupe américain Marilyn Manson[21]
- Sortie de l'album Dead Winter Dead, du groupe américain Savatage[22]

## Sport
- L'équipe du Japon de football bat l'équipe d'Arabie saoudite en match amical par deux buts à un, à Tokyo[23].
- L'équipe de Trinité-et-Tobago de football bat l'équipe des îles Caïmans en match amical par sept buts à zéro, à Grand Cayman[24].

## Décès
- Émile Jonassaint, juge et homme politique haïtien[25]